# Otto Erhardt (Regisseur)
Otto Erhardt (geboren als Otto Martin Ehrenhaus 18. November 1888 in Breslau; gestorben 18. Januar 1971 in San Carlos de Bariloche) war ein deutscher Regisseur.

## Leben
Otto Martin Ehrenhaus war ein Sohn des Siegmund Ehrenhaus (1847–1923) und der Arsa Lewkowicz. Er erhielt eine Ausbildung an der Geige und spielte von 1908 bis 1911 in verschiedenen Formationen. Er besuchte ein Realgymnasium in Breslau und studierte Anglistik, Musik- und Kunstgeschichte in Breslau, München und London sowie an der Kirchenmusikschule in Breslau und wurde 1911 in Breslau promoviert. Er absolvierte 1914 das Staatsexamen für neue Sprachen. Seine erste Regieaufgabe hatte er 1911 in London im Royal Opera House Covent Garden, er arbeitete ab 1912 am Breslauer Theater, wo er 1913 die erste Wiedergabe nach 300 Jahren von Claudio Monteverdis L’Orfeo inszenierte. Ehrenhaus diente von 1914 bis 1917 als Soldat im Ersten Weltkrieg. Er wurde dreimal verwundet und erhielt das Eiserne Kreuz II. Klasse. Ab 1917 hatte er Engagements an Theaterhäusern in Barmen, Elberfeld und Aachen, ab 1918 bis 1920 in Duisburg-Düsseldorf. Er heiratete Margret Fritz, sie hatten zwei Söhne, der eine war der Oboist Hermann Ehrenhaus.
Von 1920 bis 1927 wirkte er am Württembergischen Landestheater Stuttgart und führte 1921 Regie bei der Uraufführung von Paul Hindemiths Einaktern Nuschi, Nuschi und Mörder, Hoffnung der Frauen. Er leitete die Opernklasse an der Württembergischen Hochschule für Musik. Danach hatte er ein festes Engagement an der Staatsoper Dresden und 1930/32 Regieaufträge an der Civic Opera Chicago. In Dresden führte er 1928 Regie bei der Uraufführung von Richard Strauss’ Die ägyptische Helena.
Nach der Machtergreifung der Nationalsozialisten 1933 zog er nach Salzburg, wo er bei Clemens Krauss das Dirigierhandwerk erlernte. 1936 ging er an das Royal Opera House Covent Garden nach London. 1938 wanderte Erhardt nach Buenos Aires aus, wo er bis 1961 am Teatro Colón Regie führte. 1950 zog er in die USA und arbeitete unter anderem an der New York City Opera. Er inszenierte als Gast auch an der Scala in Mailand.
Er schrieb ein Buch über Richard Strauss, das 1953 im Walter Verlag erschien. In Baden-Württemberg erhielt er den Professorentitel.

## Schriften (Auswahl)

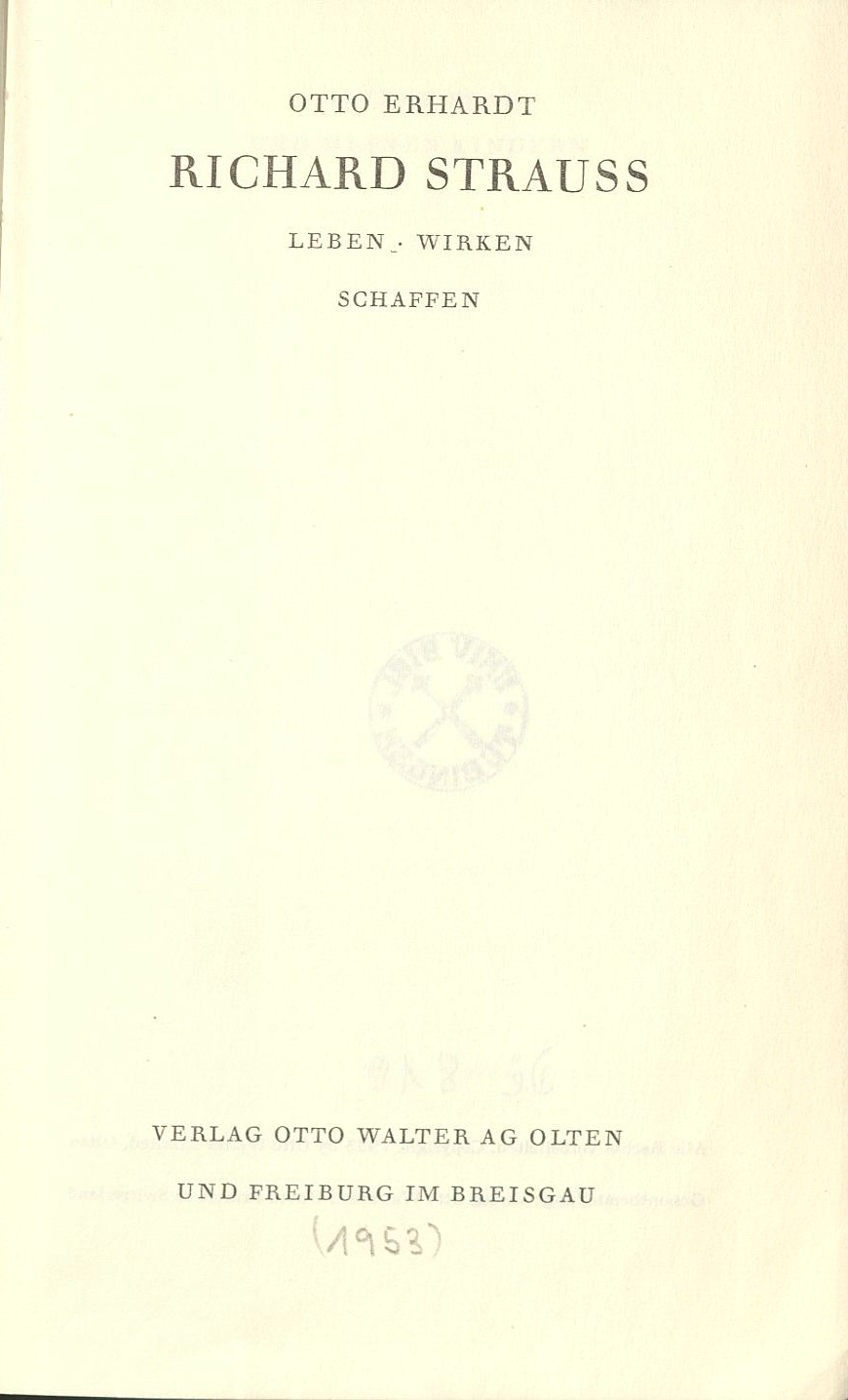
Richard Strauss (1953)

- Martin Ehrenhaus: Die Operndichtung der deutschen Romantik : ein Beitrag zur Geschichte der deutschen Oper; Einleitung und I. Teil, in: Breslauer Beiträge zur Literaturgeschichte ; 29 = N.F. 19 1911. Breslau, Univ., Diss., 1911
- Così fan tutte : komische Oper in vier Aufzügen = So machen's alle Frauen!. Nach dem Italienischen des Lorenzo da Ponte mit Benutzung der Übers. von Ed. Devrient u. C. Niese übers. von Hermann Levi. Durchges. u. hrsg. von Otto Erhardt. Leipzig: Breitkopf & Härtel, ca. 1900
- Moderne Opernregie, in: Feuer: Monatsschrift für Kunst und künstlerische Kultur. 2.1920/1921. S. 582–585
- Die Inszenierung von Hans Pfitzners musikalischer Legende Palestrina: vollständiges Regiebuch in Übereinstimmung mit der Spielleitung des Dichterkomponisten. Berlin: Fürstner, 1922
- (Hrsg.): Gedenkbuch. Opernfestspiele Dresden 1928. Dresden: Molitor, 1928
- Zar und Zimmermann oder Die beiden Peter : komische Oper in 3 Akten / Dichtg u. Musik: Albert Lortzing. Durchges. u. hrsg. v. Otto Erhardt. Leipzig: Breitkopf & Härtel, [um 1940]
- Richard Strauss : Leben, Wirken, Schaffen. Olten: Walter, 1953